# Circondario di Sanremo
Il circondario di Sanremo era uno dei circondari in cui era suddivisa la provincia di Nizza; in seguito alla cessione di Nizza alla Francia passò alla provincia di Porto Maurizio.

## Storia
In seguito all'annessione della Lombardia dal Regno Lombardo-Veneto al Regno di Sardegna (1859), fu emanato il decreto Rattazzi, che riorganizzava la struttura amministrativa del Regno, suddiviso in province, a loro volta suddivise in circondari.
Il circondario di Sanremo fu creato come suddivisione della provincia di Nizza; nel 1860, con la cessione del nizzardo alla Francia, la parte di quella provincia rimasta ai Savoia (consistente nei circondari di Sanremo e Porto Maurizio) fu costituita in provincia autonoma (provincia di Porto Maurizio). In realtà però esisteva già dal 1815 come provincia del Regno di Sardegna, in seguito all’annessione del Ducato di Genova e con le medesime funzioni del successivo circondario, e ancor prima costituiva un arrondissement francese del dipartimento delle Alpi Marittime fin dall’annessione della Repubblica Ligure all’Impero nel 1805.
Con l'Unità d'Italia (1861) la suddivisione in province e circondari fu estesa all'intera Penisola, lasciando invariate le suddivisioni stabilite dal decreto Rattazzi.
Il circondario di Sanremo venne soppresso nel 1926 e il territorio assegnato al circondario di Imperia.

## Suddivisione
Nel 1863, la composizione del circondario era la seguente:
- mandamento I di Bordighera
  - Bordighera; Borghetto San Nicolò; San Biagio della Cima; Sasso di Bordighera; Seborga; Soldano; Vallebona; Vallecrosia
- mandamento II di Ceriana
  - Bajardo; Ceriana
- mandamento III di Dolceacqua
  - Apricale; Castel Vittorio; Dolceacqua; Isolabona; Perinaldo; Pigna; Rocchetta Nervina
- mandamento IV di San Remo
  - Colla; San Remo
- mandamento V di Santo Stefano al Mare
  - Boscomare; Castellaro; Cipressa; Costa Rainera; Lingueglietta; Pompeiana; Riva Ligure; San Lorenzo al Mare; Santo Stefano al Mare; Terzorio
- mandamento VI di Taggia
  - Badalucco; Bussana; Taggia
- mandamento VII di Triora
  - Montaldo Ligure; Triora
- mandamento VIII di Ventimiglia
  - Airole; Camporosso; Piena; Ventimiglia